# Lars Michael Stransky
Lars Michael Stransky (* 1966 in Trier) ist ein deutscher Hornist. 

## Leben und Karriere
Stransky war ab 1977 Schüler von Erig Einecke in Ludwigshafen am Rhein und studierte von 1983 bis 1985 bei Erich Penzel an der Musikhochschule Köln. Von 1991 bis 1993 studierte er an der Universität für Musik und darstellende Kunst Wien bei Roland Berger auf dem Wienerhorn.
Von 1979 bis 1982 war er Solohornist im Jugendorchester Rheinland-Pfalz und von 1982 bis 1984 Solohornist im Bundesjugendorchester sowie im Jahr 1984 im Weltjugendorchester.
1985 wurde er Solohornist im Radio-Symphonie-Orchester Berlin und spielte von 1986 bis 1993 an der Deutschen Oper am Rhein in Duisburg. 1993 erhielt er eine Anstellung als Solohornist an der Wiener Staatsoper und den Wiener Philharmonikern, wo er seit 1996 Mitglied ist. Daneben ist er seit 1997 Mitglied der Wiener Hofmusikkapelle. Neben seinen Mitgliedschaften im Ensemble PhilKlang Wien, phil-Blech Wien, „Die Wiener“ und der „Heubod'n Blås“ hat er auch verschiedene internationale solistische Verpflichtungen als Hornist, unter anderem mit den Wiener Philharmonikern zuletzt im Mozart-Jahr. CD-Einspielungen sind unter zahlreichen anderen auch das 1. Hornkonzert von Richard Strauss mit den Wiener Philharmonikern unter der Leitung von André Previn bei DGG.
Stransky ist Mitglied des Wiener Waldhornvereins, dessen Präsident er zeitweise war.

## Auszeichnungen
- 1979: 3. Preis Jugend musiziert
- 1982: 2. Preis Jugend Musiziert
- 1983 und 1984: 1. Preis Jugend Musiziert
- 1984: Sieger der „Concert Competition“ in Michigan, USA

| Personendaten    | Personendaten          |
| ---------------- | ---------------------- |
| NAME             | Stransky, Lars Michael |
| KURZBESCHREIBUNG | deutscher Hornist      |
| GEBURTSDATUM     | 1966                   |
| GEBURTSORT       | Trier                  |